# Acraea viviana
Acraea viviana är en fjärilsart som beskrevs av Otto Staudinger 1896. Acraea viviana ingår i släktet Acraea och familjen praktfjärilar. Inga underarter finns listade i Catalogue of Life.